# آلرت
آلرت (به انگلیسی: Alert) در قلمروی نوناووت کانادا شمالی‌ترین سکونتگاه دائمی انسان بر روی زمین است. آلرت در منطقه قیکیقتالوک واقع شده و فاصلهٔ آن از قطب شمال کرهٔ زمین ۸۱۷ کیلومتر است. بر اساس سرشماری جمعیت در سال ۲۰۱۶ میلادی، جمعیت آلرت صفر ذکر گردید. همهٔ ساکنان آلرت ساکنین موقت هستند و معمولاً طی تورهای ۶ ماهه در آنجا ساکن می‌شوند. این سکونتگاه بر روی جزیرهٔ السمیر واقع شده و فاصلهٔ آن از کرانهٔ اقیانوس منجمد شمالی، یک کیلومتر است. یکی از ایستگاه‌های نیروهای مسلح کانادا در آلرت قرار دارد. در این ایستگاه هم‌چنین یک ایستگاه هواشناسی مستقر شده که آب‌وهوای منطقه را زیر نظر می‌گیرد.
نام آلرت برگرفته از نام کشتی اکتشافی اچ‌ام‌اس آلرت است که در سال‌های ۱۸۷۵ تا ۱۸۷۶ زمستان را در آنجا گذراند. مکان لنگر انداختن کشتی آلرت در ۱۰ کیلومتر (۶٫۲ مایل) شرق ایستگاه امروزی و در نزدیکی کیپ شریدان کنونی بود. شمالی‌ترین دریاچه جهان به نام دامبل بالایی در ۵٫۲ کیلومتری جنوب باختری آلرت قرار دارد. به خاطر قرار گرفتن در بالای مدار شمالگان، خورشید در آلرت از ۸ آوریل تا ۵ سپتامبر غروب و از ۱۳ اکتبر تا ۱ مارس طلوع نمی‌کند.
ساکنین موقت آلرت امکاناتی همچون یک مرکز شنود الکترونیک نظامی و همچنین یک ایستگاه هواشناسی، رصدخانه مرتبط با سازمان جهانی دیده‌بان جو، رصدخانه اتمسفر زمین و همین‌طور فرودگاه آلرت را نیز در اختیار دارند.

## نگاره‌ها

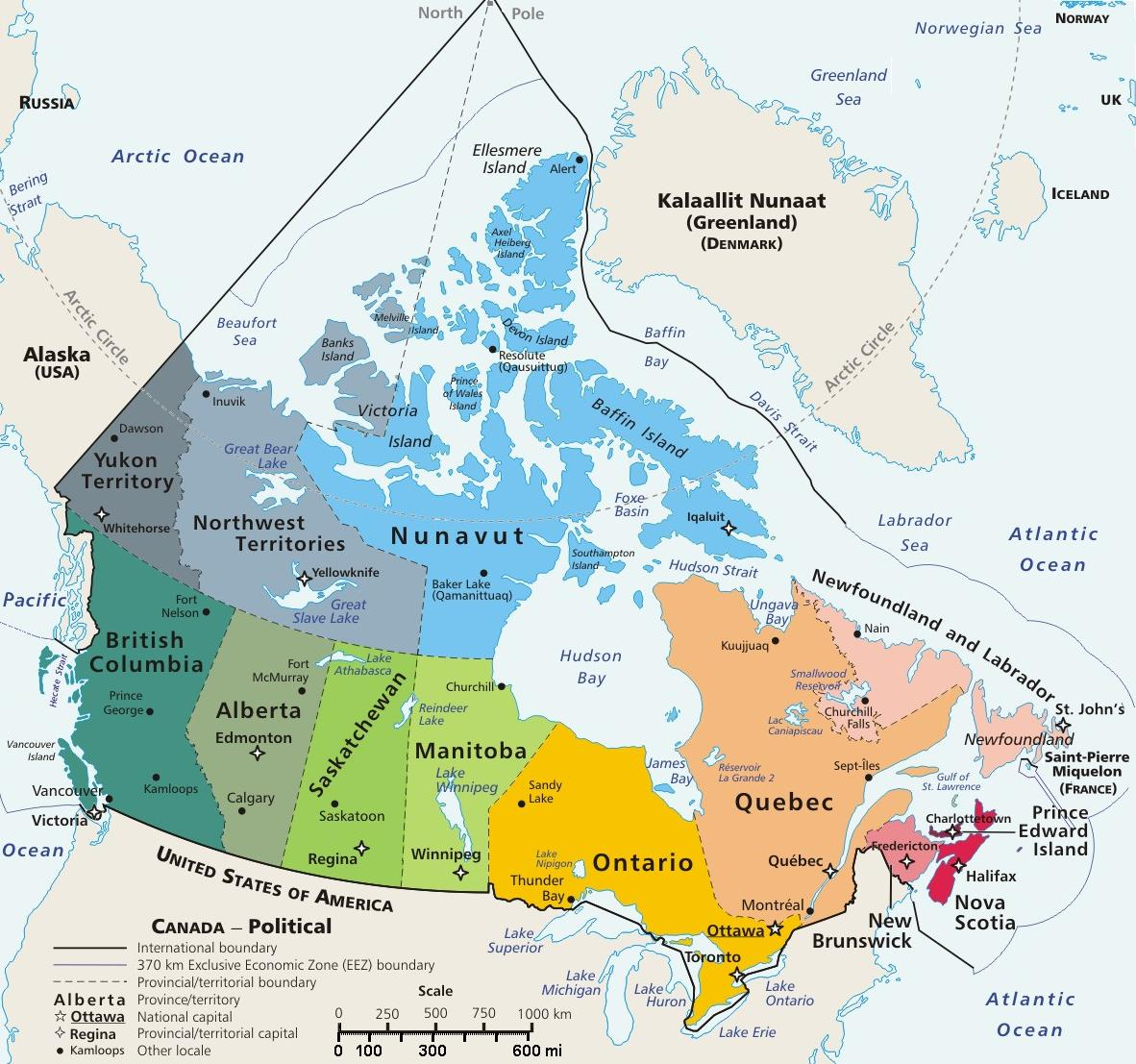
جای آلرت در نوک شمالی کانادا
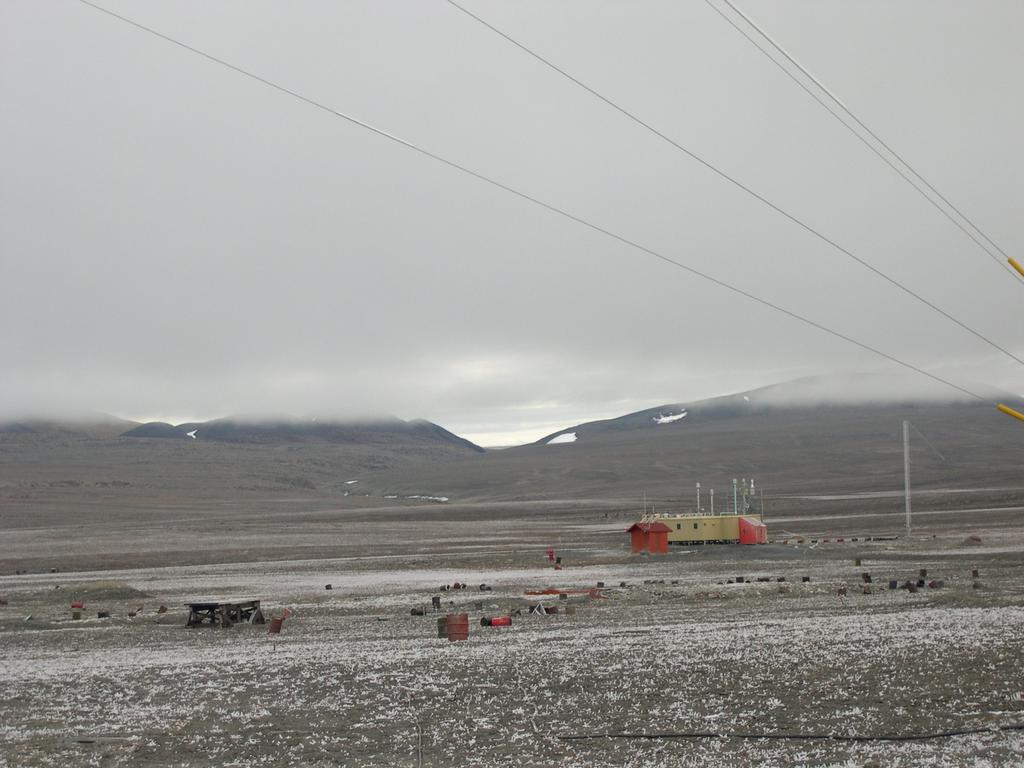
آلرت